# Molí del Moreno (Montoliu de Segarra)
El molí del Moreno és un edifici del poble de Vilagrasseta, al municipi de Montoliu de Segarra (Segarra) inclòs a l'Inventari del Patrimoni Arquitectònic de Catalunya.

## Descripció
Antic molí fariner, molt remodelat i adaptat als usos d'habitatge, se situa al costat dret del torrent de Vilagrasseta, afluent del riu Ondara. Aquest edifici se'ns presenta de planta rectangular, distribuït a partir de planta baixa, primer pis i golfes, amb coberta exterior a doble vessant. La porta d'accés a l'edifici queda reclosa dins d'un pati tancat, al qual s'accedeix per una porta de fusta des de l'exterior. Al voltant d'aquest habitatge, hi ha d'altres dependències d'ús agrícola que actualment no s'utilitzen, presentant un estat ruïnós respecte l'edifici d'habitatge. Destaquen però, el safareig de la casa, situat a l'exterior de l'habitatge i adossat al mur de tancament del pati interior. Es tracta d'un safareig de planta rectangular, amb una llosa de pedra inclinada, per rentar roba, situada al costat dret. L'edifici presenta un parament paredat de pedra del país